# Koźmodiemjanowka (sielsowiet biełomiestnokriuszyński)
Koźmodiemjanowka (ros. Козьмодемьяновка) – wieś (sieło) w Rosji, w obwodzie tambowskim, w rejonie tambowskim. W 2010 liczyła 271 mieszkańców.